# احمد الطرابلسی
احمد الطرابلسی (عربی: أحمد الطرابلسي)؛ زادهٔ ۲۲ مارس ۱۹۴۷ بازیکن سابق فوتبال اهل کویت است.
وی از سال ۱۹۷۴ تا ۱۹۸۳ در تیم ملی فوتبال کویت بازی انجام داده است و عضو این تیم در جام جهانی فوتبال ۱۹۸۲ بوده است.